# 지순탁
지순탁(池順鐸, 1912년 4월 30일 ~ 1993년 9월 22일)은 대한민국의 도예가로 해방 이후 경기도 무형문화재 제4호 「분청·백자장」 전승자로 지정된 기예능보유자이다.

## 생애
호는 도암(陶庵), 서울 출신이다. 서울 보성고등보통학교(현 보성고등학교) 중퇴. 1957년 경기도 이천에 고려도요(현 지순탁요) 설립. 사후인 1994년 일본 도쿄에서 유작 전시회가 열렸다. 지순탁요는 아들 지수구가 뒤를 잇고 있다.

## 상훈과 추모
- 1981년 대한민국사회교육문화상
- 1982년  외무부장관 대상
- 1983년 통일원장관 대상
- 1985년 평화통일문화제 특별공로상
- 1986년 아시아평화상
- 1991년 대한민국예술문화대상

- 1984년 미국 유니언신학대학교(Union Theological College)에서 명예미술박사 학위

## 같이 보기
- 유근형
- 야나기 무네요시